# I più grandi successi (Stadio)
I più grandi successi è l'ottava raccolta degli Stadio, pubblicata e distribuita dalla Sony Music Italia (catalogo 88697835592) il 3 maggio 2011. È anche disponibile per il download in formato digitale.

## Il disco
I tre CD contengono prevalentemente brani risalenti al periodo di contratto del gruppo con la RCA Italiana e sono stati pubblicati per la linea "Flashback: i grandi successi originali" da Sony Music con l'intento di raccogliere su CD, senza rimasterizzazione, vecchi successi non ancora disponibili su questo supporto.
Nessun inedito, né singolo estratto.

## Tracce
Gli autori del testo precedono i compositori della musica da cui sono separati con un trattino. Nessun trattino significa contemporaneamente autori e compositori.
L'anno è quello di pubblicazione dell'album che contiene il brano.
CD 1
1. Una[3] generazione di fenomeni – 5:00 (Saverio Grandi, Gaetano Curreri) – 1991
2. Chiedi chi erano i Beatles – 5:04 (testo: Norisso – musica: Gaetano Curreri) – 1984
3. Stupidi – 3:42 (testo: Vasco Rossi, Saverio Grandi – musica: Gaetano Curreri) – 1989
4. Allo stadio – 3:33 (testo: Luca Carboni – musica: Gaetano Curreri) – 1984
5. Sei tu quello che ho[4] – 5:03 (testo: Michele Forlani, Gaetano Curreri – musica: Andrea Fornili, Gaetano Curreri) – 2002
6. Canzoni alla radio – 4:23 (testo: Luca Carboni – musica: Ricky Portera, Gaetano Curreri) – 1986
7. Puoi fidarti di me – 4:23 (testo: Luca Carboni – musica: Gaetano Curreri) – 1989
8. La faccia delle donne (feat. Vasco Rossi) – 3:41 (testo: Vasco Rossi, Ambrogio Lo Giudice – musica: Gaetano Curreri) – 1984
9. Grande figlio di puttana – 4:52 (testo: Lucio Dalla, Gianfranco Baldazzi – musica: Giovanni Pezzoli, Gaetano Curreri) – 1982
10. Acqua e sapone – 4:30 (testo: Vasco Rossi – musica: Gaetano Curreri) – 1984
11. Per lei – 3:26 (testo: Biagio Antonacci – musica: Ron) – 1989
12. Sorprendimi – 4:10 (testo: Saverio Grandi – musica: Saverio Grandi, Gaetano Curreri) – 2002

CD 2
1. Il resto conta poco (o niente) – 4:02 (testo: Bruno Mariani – musica: Roberto Costa) – 1986
2. È stato bellissimo – 3:44 (testo: Roberto Casini, Roberto Francia – musica: Gaetano Curreri) – 1986
3. Chi te l'ha detto? – 4:47 (testo: Lucio Dalla, Gianfranco Baldazzi – musica: Gaetano Curreri) – 1982
4. Dentro le scarpe – 3:50 (testo: Luca Carboni – musica: Gaetano Curreri) – 1984
5. Vedovo Armando e signora – 4:28 (testo: Luca Carboni – musica: Gaetano Curreri) – 1984
6. Non sai cos'è – 4:13 (testo: Luca Carboni – musica: Gaetano Curreri) – 1984
7. Giacche senza vento – 4:14 (testo: Ambrogio Lo Giudice – musica: Gaetano Curreri) – 1986
8. Non c'è posto – 5:48 (testo: Luca Carboni – musica: Gaetano Curreri) – 1986
9. Vorrei – 4:52 (testo: Luca Carboni, Lucio Dalla – musica: Fabio Liberatori) – 1984
10. Ballando al buio – 4:24 (testo: Bettina Baldassari – musica: Bettina Baldassari, Gaetano Curreri) – 1998
11. Ti mando un bacio – 5:11 (testo: Bettina Baldassari – musica: Bettina Baldassari, Gaetano Curreri) – 1997
12. C'è – 5:17 (testo: Luca Carboni – musica: Fabio Liberatori) – 1984

CD 3
1. Ba... ba... ballando – 4:15 (testo: Luca Carboni – musica: Gaetano Curreri) – 1984
2. Ti ho inventata io – 5:08 (testo: Roberto Casini – musica: Gaetano Curreri) – 1986
3. Sole domani – 5:38 (testo: Gianfranco Baldazzi – musica: Gaetano Curreri) – 1982
4. Buonanotte Berlino – 4:00 (testo: Ambrogio Lo Giudice – musica: Giovanni Pezzoli, Gaetano Curreri) – 1982
5. Navigando controvento – 4:35 (testo: Luca Carboni, Lucio Dalla – musica: Giovanni Pezzoli, Gaetano Curreri) – 1982
6. Incubo assoluto – 4:30 (testo: Roberto Antoni – musica: Gaetano Curreri) – 1986
7. La mattina – 4:24 (testo: Luca Carboni, Lucio Dalla, Ricky Portera – musica: Gaetano Curreri) – 1984
8. Porno in tv – 3:29 (testo: Lucio Dalla – musica: Gaetano Curreri) – 1984
9. Un fiore per Hal (parte I e II) – 7:45 (testo: Lucio Dalla – musica: Fabio Liberatori) – 1982
10. Ti senti sola – 4:00 (testo: Luca Carboni, Ron – musica: Fabio Liberatori, Gaetano Curreri) – 1984
11. Lunedì cinema (strumentale) – 2:37 (musica: Lucio Dalla) – 1986
12. Au revoir (strumentale) – 1:40 (musica: Ricky Portera) – 1986